# Dackenheim
Dackenheim là một đô thị thuộc huyện Bad Dürkheim, trong bang Rheinland-Pfalz, phía tây nước Đức. Đô thị Dackenheim có diện tích 3,32 km², dân số thời điểm ngày 31 tháng 12 năm 2006 là 419 người.